# Typologie morphosyntaxique des langues
La typologie morphosyntaxique est la branche de la typologie linguistique qui traite de la classification des langues selon les relations entre syntaxe et morphologie ; elle concerne notamment les notions de flexion et de paradigme, mais ne concerne pas la formation des mots.